# Кадя
Кадя (рум. Cadea) — село у повіті Біхор в Румунії. Адміністративно підпорядковане місту Секуєнь.
Село розташоване на відстані 446 км на північний захід від Бухареста, 28 км на північ від Ораді, 130 км на північний захід від Клуж-Напоки.

## Населення
За даними перепису населення 2002 року у селі проживали 1156 осіб.
Національний склад населення села:
| Національність | Кількість осіб | Відсоток |
| -------------- | -------------- | -------- |
| угорці         | 930            | 80,4%    |
| румуни         | 163            | 14,1%    |
| цигани         | 61             | 5,3%     |

Рідною мовою назвали:
| Мова      | Кількість осіб | Відсоток |
| --------- | -------------- | -------- |
| угорська  | 959            | 83,0%    |
| румунська | 155            | 13,4%    |
| циганська | 42             | 3,6%     |